# Helina nudibasis
Helina nudibasis är en tvåvingeart som beskrevs av John Otterbein Snyder 1949. Helina nudibasis ingår i släktet Helina och familjen husflugor.
Artens utbredningsområde är New Mexico. Inga underarter finns listade i Catalogue of Life.